# اتو بندورف
اتو بندورف (انگلیسی: Otto Benndorf)

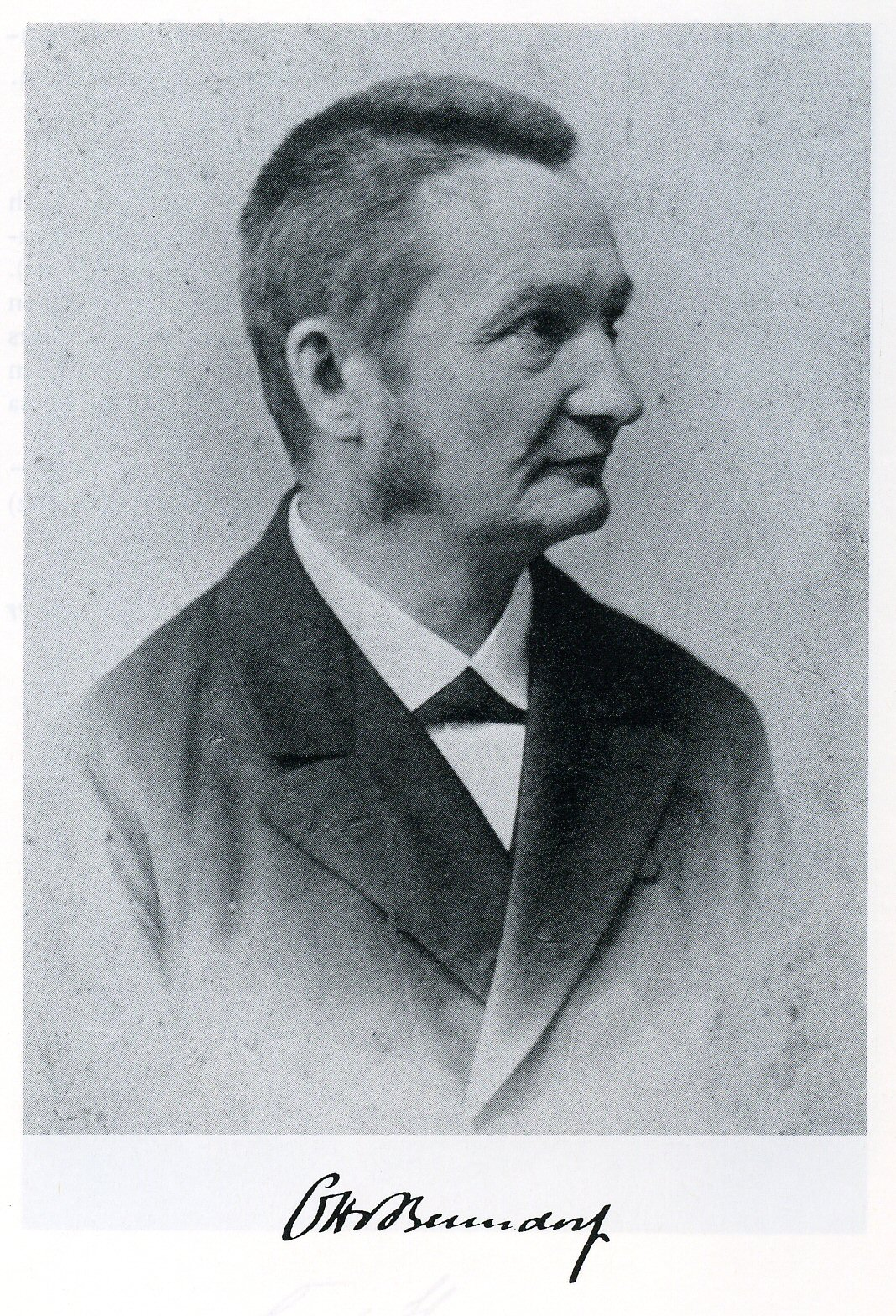
تصویر اتو بندروف به همراه امضای او

(۱۳ سپتامبر ۱۸۳۳ - ۲ ژانویه ۱۹۰۷) باستان شناس آلمانی - اتریشی است. او بنیان‌گذار مؤسسه باستان‌شناسی اتریش است.او همچنین پدر هانس بندورف فیزیکدان اتریشی است.